# Ваньдашань
Ваньдашань (кит. трад. 完達山, упр. 完达山, пиньинь Wándá shān) — горный хребет в провинции Хэйлунцзян на крайнем северо-востоке Китая. Ограничивает котловину озера Ханка с запада и северо-запада, в то время как южные отроги Сихотэ-Алиня являются её рубежом на востоке. Протяжённость хребта около 400 км, средняя высота менее 800 м. Самый высокий пик — гора Шеньдин-шань, 831 м над уровнем моря. В южных отрогах этого хребта находится озеро Цзинбо.
Горы Ваньданьшань — одно из немногих мест обитания амурского тигра в КНР. В восточной части хребта, в лесном хозяйстве Дунфанхун, где обитает 5—6 тигров (то есть примерно четверть всей китайской популяции этого хищника), планируется создание заповедника. Там же в начале XX века отмечали отдельные заходы ещё более редкого дальневосточного леопарда. В горных лесах растут многие редкие грибы и растения, в частности, гриб Аурикулярия густоволосистая, папоротник (Osmundastrum cinnamomeum).